# فروم ذا إنسايد (أغنية)
فرام ذا إنسايد (بالإنجليزية: From the Inside)‏ هي أغنية لفرقة الروك الأمريكية "لينكين بارك"، وهي الأغنية العاشرة من الألبوم "ميتيورا المصدَر عام 2003، والأغنية المنفردة الرابعة منه.